# مونتروز (مينيسوتا)
مونتروز (بالإنجليزية: Montrose, Minnesota)‏ هي مدينة تقع في ولاية مينيسوتا في الولايات المتحدة. تبلغ مساحة هذه المدينة 8.31 (كم²)، وترتفع عن سطح البحر 303 م، بلغ عدد سكانها 2847 نسمة في عام 2010 حسب إحصاء مكتب تعداد الولايات المتحدة.

## التركيبة السكانية
قام مكتب تعداد الولايات المتحدة بتحديد بيانات التركيبة السكانية لمونتروز في تعداد الولايات المتحدة. في ما يلي، التركيبة السكانية حسب تعدادي 2000 و2010.

### تعداد عام 2000
بلغ عدد سكان مونتروز 1,143 نسمة بحسب تعداد عام 2000، وبلغ عدد الأسر 454 أسرة وعدد العائلات 281 عائلة مقيمة في المدينة. في حين سجلت الكثافة السكانية 1,190.4 نسمة لكل ميل مربع (459.6/كم2). وبلغ عدد الوحدات السكنية 467 وحدة بمتوسط كثافة قدره 486.3 نسمة لكل ميل مربع (187.8/كم2).
وتوزع التركيب العرقي للمدينة بنسبة 97.20% من البيض و 0.17% من الأمريكيين ذوي الأصول الآسيوية و 0.70% من الأمريكيين الأفارقة و 0.61% من عرقين مختلطين أو أكثر.
بلغ عدد الأسر 454 أسرة كانت نسبة 36.6% منها لديها أطفال تحت سن الثامنة عشر تعيش معهم، وبلغت نسبة الأزواج القاطنين مع بعضهم البعض 51.1% من أصل المجموع الكلي للأسر، ونسبة 6.8% من الأسر كان لديها معيلات من الإناث دون وجود شريك، وكانت نسبة 37.9% من غير العائلات. تألفت نسبة 30.8% من أصل جميع الأسر من أفراد ونسبة 7.3% كانوا يعيش معهم شخص وحيد يبلغ من العمر 65 عاماً فما فوق. وبلغ متوسط حجم الأسرة المعيشية 3.18، أما متوسط حجم العائلات فبلغ 2.52.
بلغ العمر الوسطي للسكان 30 عاماً. وكانت نسبة 28.7% من القاطنين تحت سن الثامنة عشر، وكانت نسبة 11.6% بين الثامنة عشر والأربعة وعشرون عاماً، ونسبة 34.1% كانت واقعةً في الفئة العمرية ما بين الخامسة والعشرون حتى والأربعة وأربعون عاماً، ونسبة 17.7% كانت ما بين الخامسة والأربعون حتى الرابعة والستون، ونسبة 7.9% كانت ضمن فئة الخامسة والستون عاماً فما فوق. يوجد لكل 100 أنثى 107.4 ذكر، ويوجد لكل 100 أنثى في الثامنة عشر من عمرها فما فوق 107.9 ذكر.
بلغ متوسط دخل الأسرة في المدينة 39,583 دولار، أما متوسط دخل العائلة فبلغ 52,833 دولار. وكان متوسط دخل الذكور 31,434 دولار مقابل 26,481 دولار للإناث. وسجل دخل الفرد الخاص بالمدينة 19,281 دولار. وكانت نسبة 4.6% من العائلات ونسبة 6.4% من السكان تحت خط الفقر، وكان من هؤلاء نسبة 6.1% تحت سن الثامنة عشر ونسبة 4.0% في الخامسة والستين من العمر وما فوق.

### تعداد عام 2010
بلغ عدد سكان مونتروز 2,847 نسمة بحسب تعداد عام 2010، وبلغ عدد الأسر 1,043 أسرة وعدد العائلات 734 عائلة مقيمة في المدينة. في حين سجلت الكثافة السكانية 889.7 نسمة لكل ميل مربع (343.5/كم2). وبلغ عدد الوحدات السكنية 1,116 وحدة بمتوسط كثافة قدره 348.8 لكل ميل مربع (134.7/كم2).
وتوزع التركيب العرقي للمدينة بنسبة 95.2% من البيض و 0.2% من الأمريكيين الأصليين و 0.9% من الأمريكيين ذوي الأصول الآسيوية و 0.6% من الأمريكيين الأفارقة و 1.9% من عرقين مختلطين أو أكثر.
بلغ عدد الأسر 1,043 أسرة كانت نسبة 46.1% منها لديها أطفال تحت سن الثامنة عشر تعيش معهم، وبلغت نسبة الأزواج القاطنين مع بعضهم البعض 54.6% من أصل المجموع الكلي للأسر، ونسبة 9.2% من الأسر كان لديها معيلات من الإناث دون وجود شريك، بينما كانت نسبة 6.6% من الأسر لديها معيلون من الذكور دون وجود شريكة وكانت نسبة 29.6% من غير العائلات. تألفت نسبة 22.1% من أصل جميع الأسر من أفراد ونسبة 4.8% كانوا يعيش معهم شخص وحيد يبلغ من العمر 65 عاماً فما فوق. وبلغ متوسط حجم الأسرة المعيشية 3.23، أما متوسط حجم العائلات فبلغ 2.73.
بلغ العمر الوسطي للسكان 29.5 عاماً. وكانت نسبة 31.9% من القاطنين تحت سن الثامنة عشر، وكانت نسبة 7% بين الثامنة عشر والأربعة وعشرون عاماً، ونسبة 40.2% كانت واقعةً في الفئة العمرية ما بين الخامسة والعشرون حتى والأربعة وأربعون عاماً، ونسبة 15.4% كانت ما بين الخامسة والأربعون حتى الرابعة والستون، ونسبة 5.4% كانت ضمن فئة الخامسة والستون عاماً فما فوق. وتوزع التركيب الجنسي للسكان بنسبة 50.2% ذكور و49.8% إناث.

## وصلات خارجية
- www.montrose-mn.com
- The US50 - Cities and Towns in Minnesota State